# Тед Вейт
Тед Вейт (англ. Ted Waitt) — американський підприємець, благодійник та кінопродюсер. Найбільше відомий як співзасновник компанії Gateway, Inc., яка займалася виробництвом персональний комп'ютер|персональних комп'ютерів.

## Біографія
Народився у місті Сіу-Сіті, штат Айова, США. У 1985 році, у віці 22 років, Тед Вейт разом зі своїм бізнес-партнером Майком Хаммондом заснував компанію Gateway 2000. Її офіс знаходився у родинній фермі Вейта, а бізнес спочатку орієнтувався на продаж комп'ютерів поштою. У 1990-х роках компанія стала одним із провідних виробників ПК у США.

## Робота в кіно
Тед Вейт також відомий як продюсер у кінематографі. Його фільмографія включає кілька проектів, спрямованих на висвітлення соціальних та екологічних проблем.

## Спадщина
Тед Вейт зробив значний внесок у розвиток технологічної індустрії, захист навколишнього середовища та кінематограф. Його діяльність вплинула на багатьох людей і стала прикладом для наслідування.